# Ovinius Tineius Tarrutenius Nonius Atticus
Ovinius Tineius Tarrutenius Nonius Atticus (fl. aut. 290) était un homme politique de l'Empire romain.

## Biographie
Fils de Marcus Tineius Ovinius Castus Pulcher.
Il était préteur et quindecemviri sacris faciundis.
Il s'est marié avec Maxima. Ils furent les arrière-grands-parents paternels, à travers une ligne de Tarrutenii, de Tarrutenius Marcianus.